# Mount De Breuck
Mount De Breuck är ett berg i Antarktis. Det ligger i Östantarktis. Norge gör anspråk på området. Toppen på Mount De Breuck är 1 766 meter över havet.
Terrängen runt Mount De Breuck är platt norrut, men söderut är den kuperad. Trakten är obefolkad. Det finns inga samhällen i närheten.